# Arne (Tochter des Aiolos)
Arne (altgriechisch Ἄρνη Árnē) ist in der griechischen Mythologie die uneheliche Tochter von Aiolos und einer Tochter des Kentauren Cheiron.
Laut dem griechischen Historiker Diodorus Siculus hatte sie mit dem Gott Poseidon zwei Söhne, die jedoch erst zur Welt kamen, nachdem Aiolos Arne Metapontios, den sagenhaften Gründer von Metapont, mitgab. Die Söhne Aiolos und Boiotos wurden von diesem Mann adoptiert, töteten später jedoch im Streit dessen Frau. Daraufhin floh Arne mit ihren Söhnen nach Griechenland. Sie galt als eponyme Heroin sowohl des thessalischen Arnes als auch des böotischen Arnes.